# Robert Alter
Robert Alter es un erudito en Biblia y profesor de la generación de 1937 de hebreo y Literatura comparada en la Universidad de California en Berkeley, donde ha enseñado desde 1967. Ha escrito diecisiete libros y recientemente es célebre por sus traducciones de secciones de la Biblia. Sus trabajos han cosechado reseñas positivas en publicaciones tales como The New Yorker y The Washington Post.

## Obras selectas
- Motives for Fiction, 1984, Harvard University Press.
- A Lion for Love: A Critical Biography of Stendhal, en colaboración con Carol Cosman, 1986, Harvard University Press.
- The Literary Guide to the Bible editado por Alter y Frank Kermode, 1987, Harvard University Press.
- Necessary Angels: Tradition and Modernity in Kafka, Benjamin, and Scholem, 1991, Harvard University Press.
- The Five Books of Moses, ISBN 0-393-01955-1
- The David Story (1 and 2 Samuel), ISBN 0-393-32077-4
- Psalms, ISBN 978-0-393-06226-7
- The Art of Biblical Narrative, ISBN 0-465-00427-X
- The Art of Biblical Poetry, ISBN 0-465-00431-8